# 布萊克島
布萊克島（英語：Black Island）是南極洲的島嶼，長0.2公里，處於斯丘厄島西南面，屬於威廉群島的一部分，在1935年由英國探險隊繪入地圖，現時由南極條約體系管理。